# التعليم عن آسيا (مجلة)
التعليم عن أسيا هي مجلة أكاديمية لاستعراض الأقران تصدر كل ثلاث سنوات. يتم نشر المجلة من قبل رابطة الدراسات الأسيوية خاصة فيما يتعلق لاستخدام معلمي الغرف الصفية، كما أنها تغطي حقلاََ كاملاََ عن الدراسات الأسيوية وتتضمن الثقافات والأدب الكلاسيكي للأحداث الجارية.
ومن الإرشادات الأخرى المتكررة هي إرشادات الطباعة والموارد الرقمية مثل الأفلام (كلاََ من الوثائقيات والأفلام المتنوعة)، الموارد التعليمية والموارد الشبكية. وتنشر المجلة باستمرار قضايا رئيسية وتتضمن مواضيع مثل الإسلام في أسيا، الزواج والعائلة، ثقافة الشباب، الدين، الاقتصاد، وإدارة الأعمال، الفنون البصرية والتشكيلية و الدول الأسيوية في تاريخ العالم.
م تأسيس الجامعة عام 1996 بهدف دعم التعليم والمعرفة العامة لأعضاء الرابطة وغيرهم من المشاركين في العملية التعليمية، حيث جميع المقالات متوفرة إلكترونياََ بشكل مجاني. كما أن المؤسس ورئيس التحرير الحالي هو لوسيان إلينغتون (جامعة تينيسي الموجودة في شتنوغا)
يقول أحد الباحثين: إنّ هذه المجلة تشكل نقطة انطلاق لا غنى عنها في تخطيط الدورات ويناء مخزن عام للمعرفة بشأن أسيا لا سيما لمن هم جدد في التدريس عن أسيا في الجامعة.

## روابط خارجية
- Education About Asia